# Days in Grief
Days in Grief war eine vierköpfige Post-Hardcore-Band aus Köln, die zwischen 2001 und 2007 aktiv war. 
Die Stimme von Sänger und Bassist Jörg Ahrens findet schnell den Übergang von Melodie zu Aggressivität, vergleichbar ist Days in Grief in dieser Hinsicht mit Bands wie Thrice, At the Drive-In, From First to Last oder Boysetsfire.

## Geschichte
Days in Grief veröffentlichte ihr Debüt …Lessons from the Past im März 2002, das noch aus „Do it yourself“-Demoaufnahmen bestand. In der Zeit der Aufnahmen zum zweiten Album Portrait Of Beauty, 2003, stand sie kurzzeitig bei dem Plattenlabel Poisonfree-Records unter Vertrag, welches sie wegen Meinungsverschiedenheiten mit diesem wieder verließ und daraufhin zu EatTheBeat Music wechselte. 
Noch vor der Veröffentlichung von Portrait of Beauty im Frühjahr 2004 spielte Days in Grief als Vorband von The Heartbreak Motel und stand weiter mit Caliban, Atreyu und Hatebreed auf einer Bühne. Mit dem neuen Album im Gepäck ging sie anschließend mit Tribute to Nothing auf Tournee.
Knapp ein Jahr später erschien das dritte Album Behind the Curtain of a Modern Tomorrow, woraufhin die Band im Herbst 2005 als Vorband von Bullet for My Valentine auftreten konnte. Im November folgte die Teilnahme an der Taste-of-Chaos-Tour mit international erfolgreichen Bands wie Rise Against und Killswitch Engage.
Im Juli 2007 gab Days in Grief auf ihrer Website ihre Auflösung bekannt.

## Diskografie

### Alben
- 2002: …Lessons from the Past
- 2004: Portrait of Beauty
- 2005: Behind the Curtain of a Modern Tomorrow
- 2007: Days in Grief

### Singles
- All Inside (Januar 2004)
- The Abstract Feeling of Being Lost (Mai 2004)
- Breathe (Juni 2005)

## Musikvideos
- The Abstract Feeling of Being Lost